# Cyclosorus abruptus
Cyclosorus abruptus là một loài thực vật có mạch trong họ Thelypteridaceae. Loài này được (Desv.) Christenh. mô tả khoa học đầu tiên năm 2009.